# Marian Kałoń
Marian Kałoń (ur. 1930, zm. 2 września 2009 w Bielsku-Białej) – polski działacz partyjny i państwowy, prezydent Bielska-Białej (1978–1981). 

## Życiorys
Był pułkownikiem lotnictwa w stanie spoczynku. W latach 70. stał na czele Miejskiego Komitetu Frontu Jedności Narodu. W związku z planowaną budową hali sportowo-widowiskowej pełnił obowiązki przewodniczącego Społecznego Komitetu Budowy Inwestycji Sportowo-Rekreacyjnych i Sportowo-Kulturalnych w Bielsku-Białej. W latach 1978–1981 sprawował urząd prezydenta miasta z ramienia PZPR. Za jego kadencji wybudowano w mieście dwa osiedla mieszkaniowe (Wojska Polskiego, Polskich Skrzydeł) oraz rozpoczęto budowę domu handlowego "Klimczok". 
Po odejściu z urzędu był m.in. działaczem i prezesem Związku Żołnierzy Zawodowych oraz Stowarzyszenia "Pokolenia". Działał w Towarzystwie Kultury Świeckiej. Opiekował się m.in. cmentarzem żołnierzy radzieckich w Bielsku-Białej. Po 1990 związany z SdRP i SLD. 
Zginął w wypadku samochodowym, został pochowany na cmentarzu komunalnym przy ul. Krasickiego.